# Michel Lapensée
Pour les articles homonymes, voir Lapensée.
Michel Lapensée, né en 1947 à Verdun, est un peintre québécois

## Biographie
Michel Lapensée naît à Verdun en 1947. Il apprend la peinture à l'âge de neuf ans. Après avoir complété trois expositions en solo, il se consacre entièrement à la peinture en 1977. 
Le thème principal de ses œuvres est le hockey sur glace. Depuis 1984, Lapensée est le peintre des Canadiens de Montréal, une équipe de hockey sur glace basée à Montréal. Il a peint de nombreuses œuvres pour des joueurs éminents des Canadiens, comme Jean Béliveau, Maurice Richard, Guy Lafleur et Patrick Roy, et beaucoup de ses peintures sont exposées au Centre Bell. Outre sa collaboration avec l'équipe montréalaise, Lapensée reçoit aussi des commandes d'entreprises qui ont ses œuvres en collection, comme pour peindre un employé qui se retire. Son style est très versatile, allant de la peinture à l'huile à l'aquarelle, en passant par le pastel. 
En 2011, Lapensée réalise 750 exemplaires d'une lithographie de Guy Lafleur, qui sont vendues pour la Fondation Nordiques. La vente rapporte un total de 135 000 $ (CAD). D'autres lithographies de plus grande qualité numérotées et signées ont été vendues par l'artiste.

## Œuvres
À l'ouverture de la Hockey Night in Canada de 2017, il présente une toile montrant un groupe de jeunes adolescents jouant au hockey sur glace à l'extérieur, portant des maillots arborant les couleurs des Canadiens et des Maple Leafs de Toronto, pour symboliser la rivalité étroite entre les deux équipes. 
- En-haut de l'escalier Casse-Cou, huile sur toile, 1989, vendu par Empire Auctions en 2016[6].

## Collections
- Bell Canada
- Shell Canada
- Canadiens de Montréal
- Capitals de Washington
- Avalanche du Colorado
- Banque royale du Canada
- Bombardier
- Société des alcools du Québec
- Provigo
- Réno-Dépôt
- Ligue nationale de hockey
- Hydro Québec